# Javier Delgado Prado
Javier Delgado Prado (Alajuela, 28 de julho de 1968) é um treinador ex-futebolista costarriquenho que atuava como defensor.

## Carreira
Javier Delgado Prado integrou a Seleção Costa-Riquenha de Futebol na Copa América de 1997.